# (4837) Bickerton
(4837) Bickerton est un astéroïde de la ceinture principale.

## Description
(4837) Bickerton est un astéroïde de la ceinture principale. Il fut découvert le 30 juin 1989 à Lac Tekapo par Alan C. Gilmore et Pamela M. Kilmartin. Il présente une orbite caractérisée par un demi-grand axe de 3,20 UA, une excentricité de 0,13 et une inclinaison de 28,2° par rapport à l'écliptique.

## Compléments